# Bathygobius soporator
Bathygobius soporator är en fiskart som först beskrevs av Valenciennes, 1837.  Bathygobius soporator ingår i släktet Bathygobius och familjen smörbultsfiskar. Inga underarter finns listade.